# Weberhäuser
Weberhäuser ist ein Ortsteil der Stadt Schönsee im Oberpfälzer Landkreis Schwandorf, Bayern.
Der Weiler Weberhäuser liegt an der Staatsstraße 2159 etwa 500 m östlich von Dietersdorf an der Straße, die nach Norden nach Friedrichshäng abzweigt. Die kargen Erträge der Landwirtschaft in der Schönseer Gegend, bedingt durch schlechte Böden und raues Klima, nötigten die Einwohner schon ab dem 14./15. Jahrhundert zu versuchen, durch allerlei Handwerke einen Zusatzverdienst zu erwirtschaften. Das Handwerk wurde aber von den Zünften kontrolliert und unterlag strengen Vorschriften. 1582 verlieh die kurfürstliche Regierung den Schönseer Leinewebern die Bestätigung ihrer Handwerksordnung. Die Namen „Weberhäuser“ und „Stückweber“ (heute: Stückhäusl, Stückberg, Stückstein, an der Eslarner Straße) zeugen von diesem Handwerk.
Am 31. Dezember 1990 hatte Weberhäuser 29 Einwohner und gehörte zur Pfarrei Schönsee.

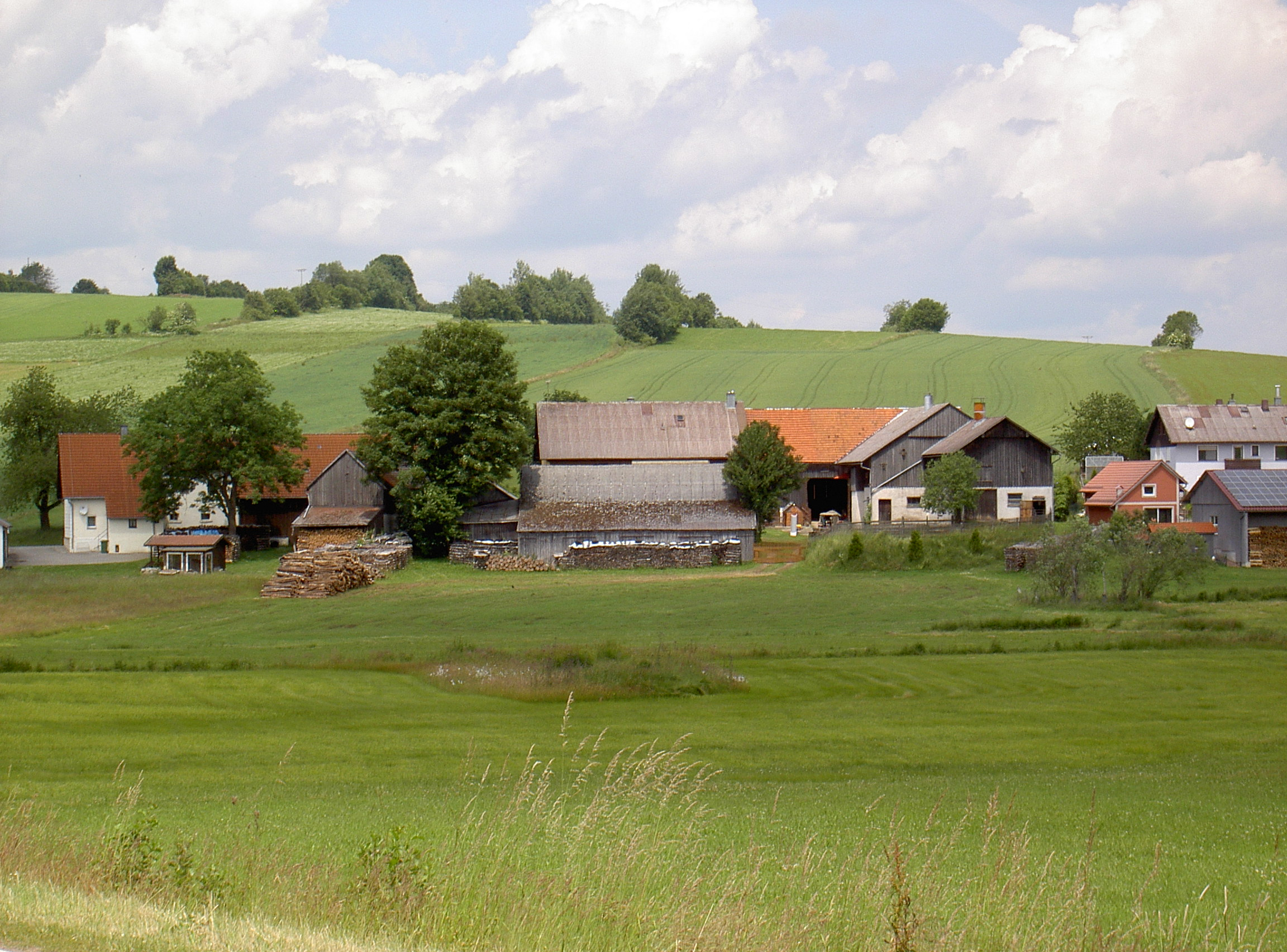
Weberhäuser, im Hintergrund die Gradlhöhe